# Trazione posteriore

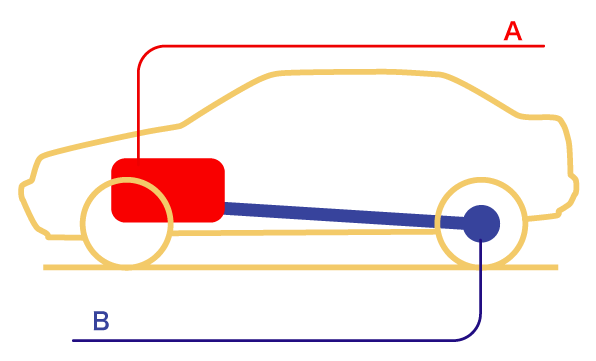
Trazione posteriore a motore anteriore centrale
A: Motore
B: Trazione

Trazione posteriore a motore anteriore
A: Motore
B: Trazione

Trazione posteriore a motore centrale
A: Motore
B: Trazione

Trazione posteriore a motore posteriore
A: Motore
B: Trazione

L'espressione trazione posteriore indica negli automezzi gommati la ripartizione della potenza completamente sulle ruote posteriori.
Questo non preclude la possibilità di posizionare il motore sia anteriormente che posteriormente.
La trazione posteriore era molto utilizzata fino agli anni ottanta, a partire dai quali gli si preferì adottare per motivi di mercato la meno costosa trazione anteriore. Molte case automobilistiche tuttavia la continuano a utilizzare, specialmente su modelli sportivi, dove questo tipo di trazione può sfruttare al massimo le sue peculiarità, ma anche su molte normali vetture di alta gamma.

## Vantaggi
Le principali caratteristiche vantaggiose della trazione posteriore includono una superiorità nell'aderenza, particolarmente in situazioni di salita o durante l'accelerazione. Questo è dovuto al fatto che tali condizioni tendono a gravare maggiormente sul retrotreno del veicolo, incrementando così il carico sulle ruote posteriori. 
Gli interventi di manutenzione risultano semplificati grazie alla maggiore accessibilità del differenziale. 
L'adozione di un differenziale autobloccante al posteriore (disponibile in diverse configurazioni, come 25%, 50%, 75%, e così via) consente di ridurre significativamente, se non eliminare completamente, i problemi di aderenza su superfici a bassa tenuta. È importante notare che anche un sistema di trazione integrale non garantisce una tenuta ottimale al 100%, pertanto l'utilizzo di un differenziale autobloccante risulta fondamentale per migliorare l'aderenza su tali fondi. 
In aggiunta, diversamente da altre tipologie di trazione, la trazione posteriore consente a un pilota esperto di gestire in modo indipendente gli assali anteriore e posteriore, garantendo così un controllo totale del veicolo. 

## Svantaggi
La trazione posteriore su superfici con limitata aderenza o in presenza di elevate accelerazioni laterali può manifestarsi con un aumento della deriva del retrotreno, fino a provocare una perdita di aderenza che conduce al fenomeno del sovrasterzo. In tali situazioni si utilizza la manovra nota come controsterzo, che consente di ridurre il carico laterale sulle ruote anteriori sterzanti. Tuttavia, contrariamente a quanto suggerirebbe il termine, questa manovra risulta essere principalmente istintiva. Risulta invece più complesso riallineare le ruote anteriori al termine della manovra, poiché le ruote posteriori riacquistano la loro aderenza in modo repentino. 
È evidente che il costo e il peso di un sistema di trasmissione posteriore abbinato a un motore anteriore siano superiori, poiché è necessario includere un albero di trasmissione e un retrotreno dotato di una cinematica più avanzata. 

## Mezzi a quattro ruote motrici
L'utilizzo di quattro ruote motrici favorisce la trazione in qualsiasi situazione, ma risulta essere una soluzione molto costosa rispetto ai vantaggi offerti.
La prima vettura da competizione a utilizzare questo sistema fu la Pat Clancy Special del 1948 e del 1949 durante la gara di Indianapolis.
In Formula 1 la vettura March 2-4-0 testò questo sistema nel 1977, ma non venne mai portata in gara. In seguito anche la Williams riprese il concetto con il prototipo FW07D del 1981 e la FW08B del 1982, ma la FIA reagì limitando per regolamento il numero di ruote delle vetture a quattro, di cui due motrici.

## Recenti modelli a trazione posteriore
La trazione posteriore continua a essere utilizzata ancora oggi in specifici modelli di alcune case (spesso più per motivi di tradizione automobilistica), anche se molto spesso è relegata a modelli di prestigio. Qui segue un elenco delle case che producono automobili con questo tipo di meccanica e a fianco ad esse compaiono i modelli in questione.
- Alfa Romeo - 8C competizione, 4C, Giulia, Stelvio
- Aston Martin - Tutti i modelli tranne la DBX e la Valhalla
- Aznom Abarth 500
- Bentley - Tutti i modelli eccetto le varianti a trazione integrale
- BMW - Tutti i modelli eccetto la Serie 1 (dal 2019), la Serie 2 Active Tourer, la Serie 2 Gran Coupé, la X1 (dal 2015), la X2 e le varianti a trazione integrale.
- Cadillac - CTS, SRX, STS, Catera
- Chevrolet - Camaro, Corvette
- Dodge - Dodge Charger, Dodge Magnum, Dodge Viper
- Chrysler - 300 C
- Ferrari - Tutti i modelli tranne la FF, la GTC4Lusso, la SF90 Stradale e la Purosangue
- FIAT - 124 Spider (2016)
- Ford - Crown Victoria, Falcon (Australia), Mustang, Scorpio, Thunderbird, Capri, Sierra
- Holden - Holden Monaro (Australia) e le versioni commercializzate con marchi differenti: Pontiac GTO (USA) e Vauxhall Monaro (Regno Unito), Holden Commodore (Australia)
- Honda - S2000, NSX (venduta come Acura NSX in Nord America)
- Infiniti - G35, M45, M35, Q45, M30, J30
- Jaguar - Tutti i modelli eccetto la Jaguar X-Type, la E-Pace e le versioni a trazione integrale
- Lancia - Lancia Thema (2011) - Derivata dalla Chrysler 300 C
- Lexus - Tutti i modelli eccetto la CT, la ES, la RX e le versioni a trazione integrale
- Lincoln - Town Car, Mark VIII e LS
- Lotus - Tutte eccetto la Lotus Elan-M100
- Maserati - Tutti i modelli eccetto la Levante e le versioni a trazione integrale
- Mazda - MX-5 Miata, RX-7, RX-8
- McLaren - MP4-12C, P1
- Mercedes-Benz - Tutti i modelli tranne Classe A, Classe B, CLA, Citan, GLA, GLB e le varie versioni a trazione integrale
- Mercury - Grand Marquis, Marauder
- MG - TF - MGF
- Nissan - 350Z, Z Cars, Skyline (eccetto i modelli 4WD), Silvia (nota come 200SX in Europa e Oceania, 240SX in USA e 180SX in Giappone),
- Opel - Speedster, GT, Omega
- Pontiac - Firebird, Solstice
- Porsche - Tutti i modelli eccetto Cayenne, Macan e le varianti a trazione integrale
- Renault - Renault Twingo
- Rolls-Royce Motor Cars - Tutti i modelli
- Smart - Tutti i modelli tranne Forfour di prima generazione
- Subaru - BRZ
- Toyota - GT86, GR86, Supra, MR2, Altezza, Crown, Mark X
- TVR - Tutti i modelli
- Vauxhall Carlton anche nota come Opel Omega - Tutte le auto
- Volvo Serie 100, 200, 300, 700, 900.